# Inocência (romance)
Inocência é um romance regionalista brasileiro de Alfredo d'Escragnolle Taunay, dividido em 30 capítulos - que são introduzidos por uma citação - mais um epílogo. Foi publicado em 1872 e retrata costumes, pessoas e ambientes do leste sul-mato-grossense (sertão), notadamente a cidade de Paranaíba e a frente colonizadora dos Garcia Leal.
É uma das obras mais conhecidas do Regionalismo brasileiro. Como o Romantismo estava em decadência na época em que a obra foi escrita, pode-se considerá-la de transição para o Naturalismo, devido a uma grande e infalível caracterização do homem como produto do meio, isto é, ele age de acordo com o tipo de vida que leva. O romance foi adaptado três vezes para o cinema – um filme mudo em 1915 por Vittorio Capellaro, Inocência (filme de 1949) e Inocência (filme de 1983).

## Personagens e sinopse

### Personagens
Protagonista
- Inocência, moça sertaneja simples, carinhosa, meiga e bela. Após ter feito 15 a 16 anos, foi prometida para se casar com um homem (Manecão) escolhido pelo pai (Pereira), embora seja apaixonada por Cirino.

Personagens planos
- Pereira, homem com comportamento rude e autoritário, conservador de costumes e morais das quais utiliza através de sua vida como sociedade patriarcal; pai de Inocência.
- Cirino, moço de bom caráter que, caminhando pelo sertão, se passava por médico utilizando seus conhecimentos farmacêuticos para cuidar das pessoas.

Antagonista
- Tico, figura que lembra o Quasímodo de Victor Hugo, é um anão mudo que vigia Inocência e relata a Pereira seu romance com Cirino.

Personagens secundários
- Meyer, naturalista alemão que embarca no Brasil para conhecer novas espécies de insetos; hospedando-se na casa de Pereira porque trazia consigo uma carta de Chiquinho, desperta insegurança no anfitrião quando elogia Inocência.
- Manecão, negociante de gado que, viajando, arrumava os papéis do seu casamento arranjado com Inocência.

Outros
- Maria Conga, criada.
- Antônio Cesário, padrinho de Inocência que tenta ajudá-la em seu romance com Cirino.
- Francisco dos Santos Pereira (Chiquinho), irmão mais velho de Pereira que envia uma carta a ele através de Meyer.

### Enredo
O romance passa-se no Sertão de Santana do Paranaíba, onde Martinho dos Santos Pereira (Pereira) vive numa fazenda com sua filha Inocência de 18 anos. De comportamento autoritário, Pereira exige da filha uma obediência que a obrigue ser educada sob seu regime e longe do mundo. Pereira decide que a filha irá se casar com um homem criado no sertão bruto, Manecão, um negociante de gado com índole violenta. Um certo dia, Inocência ficou muito doente e o pai encontrou-se com um rapaz que caminhava pelo sertão e se dizia médico. Era Cirino, que iniciou Farmácia em Ouro Preto e concluiu estudos no colégio do Caraça. Cirino curou Inocência e imediatamente apaixonou-se.
Pereira convidou Cirino a ficar em sua casa e lhe arranjou alguns pacientes. Outro hóspede chega trazendo consigo um servo engraçado e uma carta do irmão de Pereira e permanece em sua casa. É o Dr. Meyer, naturalista alemão que embarcou no Brasil com o objetivo de encontrar novas espécies de insetos e caçar borboletas. Embora o anfitrião o tenha recebido normalmente, não compreendeu os elogios que o recém-chegado entregou para sua filha e começou a desconfiar dele.
Tico, um anão mudo, é encarregado de vigiar Inocência a todo momento contra o Dr. Meyer, enquanto Pereira pede que Cirino continue em sua casa até o alemão ir embora para ajudá-lo na guarda da filha. Quando Cirino declara seu amor para a filha de Pereira, ela mostra-se também apaixonada e ambos encontram-se no laranjal às escondidas. Embora pensassem estar seguros, o casal não sabia que Tico, o guarda mudo de Inocência, estava a espreita vigiando-os. Quando questionada por Cirino sobre uma possível fuga que poderia realizar o amor dos dois, Inocência recusa-se com medo do que isso possa causar em seu pai e aconselha o rapaz a procurar apoio com Antônio Cesário.
Se Pereira não desconfiava de Cirino, ele sentiu-se ainda mais desconfiado e vigilante perante a figura de Meyer, que encontrou uma espécie de borboleta desconhecida e resolveu batizá-la com o nome de Inocência. Concluindo seus estudos, o cientista alemão vai embora e isso faz com que o pai da moça sertaneja retire suas suspeitas contra ele. Durante esse episódio, Cirino também está viajando para encontrar-se com Antônio Cesário. Sozinha, Inocência apanha do pai quando se recusa a casar-se com Manecão que acaba de chegar em sua casa.
Pereira não entende a atitude da filha, mas sente-se indignado quando Tico o revela, através da mímica, que Cirino se encontrava com ela às escondidas enquanto ele desconfiava do Dr. Meyer e também revela que ele é um pseudo-médico. Manecão, também raivoso, encontra-se com Cirino e assassina o rapaz. Mais tarde, a própria Inocência morre de tristeza por ter que se casar com Manecão.
O livro termina com Meyer recebendo uma grande homenagem na Alemanha por sua descoberta fictícia: a Papilio Innocentia.

## Análise e crítica

### Estilo
Inocência é considerado um livro do regionalismo porque valoriza os costumes típicos do mundo rural e as particularidades do meio natural. Alguns autores consideram que Taunay escreveu o livro sob os parâmetros do regionalismo empregando em seus enredos e principalmente em seus personagens algumas características muito claras desse estilo literário, como a hospitalidade que o sertanejo dá aos viajantes que pedem pousada, a preservação de honra que precisa assegurar a família, o casamento como acordo entre famílias, o analfabetismo, o comportamento vingativo, a crendice e os juramentos à santos. Apenas podemos conhecer esse regionalismo através dos sertanejos Pereira e sua filha Inocência, mas isso não basta: Taunay introduziu dois personagens no enredo que não faziam parte desse ambiente, ou seja, Cirino e Meyer, e é por meio de ambos que os leitores irão compreender a família do sertão.
Sob outro aspecto, os enredos secundários do livro são considerados quase todos como realistas e, embora ele possua um enredo ultra-romântico, os personagens Cirino e Inocência nos são apresentados de forma mais humana do que os outros personagens dos livros românticos da época de Taunay. Podemos concluir que Taunay combinou o discurso romântico com o realista e, com isso, produziu um estilo raro na literatura brasileira, engendrando na obra elementos típicos de todas as histórias de amor e também elementos que descrevem a fala e o ambiente de uma região (no caso, o sertão do Brasil).

### Estrutura dramática
Em Inocência, Taunay caminha pela comédia, pelo drama e pelo romance. O personagem Meyer, naturalista alemão, às vezes é descrito como uma pessoa que tem grandes conhecimentos científicos, mas que pouco sabe da estreiteza moral do mundo que vive e é considerado um dos protagonistas mais cômicos da ficção brasileira do século XIX quando comete algumas trapalhadas.
Mas, de fato, o drama se estabelece com o assassinato de Cirino que acaba formando um fim trágico onde a protagonista definha em amargura, solidão e tristeza e morre numa caracterização típica do romantismo. Ao mesmo tempo, o encontro amoroso, os conflitos familiares e o fim trágico em Inocência também são vistos como aventura.

### Tempo e espaço
O dia 15 de Julho de 1860 e o dia 18 de Agosto de 1863 são as únicas datas do romance. A primeira data diz respeito ao dia em que Pereira se encontrou com Cirino, e a segunda data diz respeito ao dia em que Meyer, já no final do romance, está na Alemanha e apresenta à comunidade científica do país a descoberta da Papilio Innocentia (esse evento nos é noticiado pelo Die Zeit). Após o noticiário, nos é apresentada a "voz" do narrador, de onde poderemos concluir que os acontecimentos em Inocência acontecem em um período de três anos, sendo que ocorrem entre 1860 e 1861, enquanto que os dois anos que se seguiram constituem um espaço vazio. Machado, A. Irene, "Tempo Convencional e Tempo Histórico" :
Inocência, coitadinha... Exatamente nesse dia fazia dois anos que o seu gentil corpo fora entregue à terra, no imenso sertão de Sant’Ana do Paranaíba, para aí dormir o sono da eternidade.Taunay, p. 158
O espaço em Inocência é muito claro: sertão do então Mato Grosso (hoje Mato Grosso do Sul). Segundo o narrador, na região onde "confinam os territórios de São Paulo, Minas Gerais e Mato Grosso", na "parte sul-oriental da vastíssima província de Mato Grosso".Taunay, p. 1  Taunay conhecia profundamente esse ambiente e procurou descrever o espaço do romance através de seu contexto nos costumes sertanejos. Buscando interpretar o sertão de Mato Grosso para captar e traduzir todos os elementos locais, Taunay descreve o ambiente em que o enredo irá se prolongar de uma forma minuciosa e detalhista: 
O legítimo sertanejo, explorador dos desertos, não tem, em geral, família. Enquanto moço, seu fim único é devassar terras, pisar campos onde ninguém antes pusera pé, vadear rios desconhecidos, despontar cabeceiras e furar matas, que descobridor algum até então haja varado. 
Cresce-lhe o orgulho na razão da extensão e importância das viagens empreendidas; e seu maior gosto cifra-se em enumerar as correntes caudais que transpôs, os ribeirões que batizou, as serras que transmontou e os pantanais que afoitamente cortou, quando não levou dias e dias a rodeá-los com rara paciência.Taunay, p. 7

## Temas e interpretações
Os críticos têm encontrado muitos temas no livro e alguns consideram a aventura como o módulo temático supremo da obra. Embora o livro permeie por muitos caminhos complexos, o encontro inesperado, os conflitos familiares e o final trágico são seus temas claros. Muitos desses assuntos, estudados pelos críticos literários, fazem parte da estrutura de Inocência e muitos deles estão listados abaixo:

### Amor e morte
Inocência é vista como uma história de amor e de paixão despertada naturalmente por dois jovens, mas é aquela paixão impossível porque não corresponde à vontade dos pais (a exemplo do amor cortês medieval), além de ser também um amor perigoso porque, como acontece inesperadamente, tem uma função de desequilíbrio.
Na obra também observamos o triângulo amoroso, onde o amor não encontra seu par, como sugere a crítica Irene Machado: "Enquanto perdura a situação conflituosa, o amor impossível exprime uma situação de impasse que se traduz através da constituição dos triângulos amorosos: o amor não encontra seu par. Daí o desencontro. No romance de Taunay, temos vários triângulos amorosos, dependendo dos elementos que o constituem. Os elementos mudam segundo o ponto de vista em questão: do ponto de vista dos namorados: Inocência, Cirino e Manecão; e do ponto de vista de Pereira e do ponto de vista de Cirino: Inocência, Meyer, Manecão. Amor diante da razão social e, conseqüentemente, permanência do statu quo. É uma questão de honra: o pai prefere ver sua filha morta a ter seu nome desonrado. Que nome?... O importante é que a morte garante a pureza, do nome e da filha. Para Inocência, a morte é a única saída para o impasse a que sua vida foi encaminhada. É a única forma de escapar do compromisso assumido e de não se casar com Manecão; e seria também a única forma de não cair em desgraça se atendesse ao pedido de fuga de Cirino. A morte de Inocência é uma daquelas mortes românticas provocadas pelo acaso. Morte de amor: Inocência livrou-se da febre da maleita, mas não escapou da febre da paixão. A morte de Cirino é fruto de uma vingança, por isso ele se torna um herói. Morre honestamente, enfrentando seu rival. Ambas são mortes românticas, morte que ataca jovens apaixonados. É a única forma de conservar o encantamento da paixão."

### Razão e emoção
[...] também os sábios possuem coração tangível e podem, por vezes, usar da ciência como meio de demonstrar impressões sentimentais de que muitos não os julgam suscetíveis.

Inocência, Epílogo: Reaparece Meyer
O Romantismo sempre pretendeu retratar o embate entre razão e emoção, e isso não foi diferente no romance de Taunay, onde a paixão domina a razão de Cirino embora, ao contrário dos heróis do romantismo brasileiro, é produtivo e não se entrega inteiramente às paixões. Sob um outro parâmetro, Meyer, assim como Cirino, possui um encantamento por Inocência, mas é um encantamento diferente, onde o naturalista talvez não esteja apaixonado, mas tenha consagrado esse seu sentimento em um nome científico.
Alguns críticos consideram que Meyer foi o único que conseguiu a realização de seu sentimento e, portanto, é o vitorioso da história, a partir do momento que driblou os "valores autoritários" de Pereira. Os críticos vêem essa vitória como um "brinde à inteligência", a partir do momento em que o personagem Meyer é homem da cidade e pôde, ao contrário de Cirino, desviar-se do comportamento rude. Para a crítica Irene Machado, "Graças à medicina popular de Cirino, Inocência se salva da moléstia, e graças à ciência de Meyer, ela vive eternamente numa outra esfera de existência."